# Adivea
Adivea nebo také Adiva mohla být první manželkou českého knížete Boleslava II., snad dcerou anglického krále Eduarda I. Staršího.
Panují dohady ohledně Boleslavovy manželky či manželek. Numismatik Pavel Radoměrský přišel v roce 1953 s hypotézou, že když si císař Ota I. Veliký bral v roce 929 nebo 930 Editu, jednu ze sester anglického krále Ethelstana (924–939), byl přítomen také český kníže Václav. Ten měl odvést mladší sestru Edith Elfgifu (Aldgithu) do Čech jako nevěstu pro svého synovce Boleslava II.
Autor Světové kroniky Ethelwerd zmiňuje, že manželem sestry Edity Anglické se stal „jakýsi král při Jupiterských horách“ (míněny jsou Alpy). Gandersheimská jeptiška Hrotsvita, autorka básně Gesta Odonis jmenuje mladší sestru Edity jako Adivu. Denáry anglosaského typu z doby Boleslava II. mají podobně znějící jméno ADIVEA v opise, o existenci kněžny tohoto jména se ale vedou diskuse. Radoměřského hypotéza má mezeru hlavně v tom, že v době svatby Oty I. zřejmě nebyl Boleslav II. ani na světě.
Nejstaršího syna Boleslava III. měl nejspíš Boleslav II. se svou první ženou. V knize Přemyslovci, budování českého státu jsou další tři jeho synové, Jaromír, Oldřich a Václav, uváděni u neznámé druhé manželky s tím, že se usuzuje na více manželek z předpokládaného rozmezí dat narození Boleslavových synů.